# Erwin Berger
Erwin Berger (* 2. August 1935 in Oberadersbach, Österreich; † 16. März 2003) war ein deutscher Laborant und Gewerkschafter.
Berger besuchte die Volksschule und das Gymnasium und verließ dieses mit der mittleren Reife. Nach einer Ausbildung war er als Laborant in Burghausen tätig. Von 1958 an arbeitete er hauptamtlich für die Gewerkschaft Nahrung-Genuss-Gaststätten: zunächst war er Geschäftsführer in Passau, danach Sachbearbeiter in München und ab 1982 Landesbezirksvorsitzender für Bayern, ferner gehörte er dem Hauptvorstand an. Er war außerdem Mitglied des Landesbezirksvorstandes des DGB und der Aufsichtsräte der Allgäuer Alpenmilch AG, der Deutsche Kraft GmbH und der Südzucker AG sowie des Bayerischen Senats. Dem Senat gehörte er von 1984 bis zu seiner Auflösung 1999 an.
Der Bayerische Verdienstorden wurde ihm am 4. Juli 1991 verliehen.